# Verzorgingsplaats Amstelveen
Verzorgingsplaats Amstelveen was een Nederlandse verzorgingsplaats, gelegen aan de A9 De Kooy-Diemen tussen afritten 6 en 5 nabij Amstelveen. Aan de overzijde van de snelweg lag Verzorgingsplaats Hammerstein.
De verzorgingsplaats is vernoemd naar de gelijknamige plaats Amstelveen.
Bij de verzorgingsplaats was een tankstation van Tango aanwezig. In september 2011 zijn middels een veiling de huurrechten van het pompstation verkocht.
De verzorgingsplaats werd in november 2019 gesloten om ruimte te maken voor de verbreding van de A9 tussen de knooppunten Holendrecht en Badhoevedorp. Gepland was om een nieuw verzorgingsplaats, De Ronde Hoep, 5 kilometer verderop te bouwen tussen aansluiting Amstelveen (4) en knooppunt Holendrecht. Hier moesten echter duizenden bomen langs de snelweg voor wijken. Door actie van bewoners tegen de kap is besloten om het tankstation uiteindelijk niet aan te leggen.

## Referentie
1. ↑  Veiling benzinestations 2011 door Rijksvastgoed- en ontwikkelingsbedrijf, www.rvob.nl
2. ↑  NOS: Kap van duizenden bomen langs A9 definitief van de baan 7 april 2020, geraadpleegd op 7 april 2020

A1: De Haar · Elsenerveld · Friezenberg · Jool-Hul  
A2: Proostwetering · De Rooijen · Zwartehof · Heezerhut · Aalsterhut  
A4: Leiburg · Oostvliet  
A6: De Monnik  
A9: Amstelveen · Hammerstein  
A12: Mollebos · De Heul · De Roode Haan  
A15: Zeekade · Kraaienbos · De Laar · Topsweerd · Groenendijk  
A16: Krabbenbosschen · Mastbos  
A17: Kapelberg  
A20: Aalkeet  
A27: Bosberg  
A28: Holkerveen · Nunspeet-Noord · Nunspeet-Zuid  
A50: Meilanden · Kabeljauw  
A58: Krabbenbosschen · Mastbos · Sloedam  
A59: Tollenaer · 't Vaerland  
A67: De Gender · De Blauwe Klei  
A79: Keelbos · Ravensbos  
A326: Rolenhof